# Коропська сотня
Коропська сотня — адміністративно-територіальна і військова одиниця Ніжинського полку Гетьманщини. Створена 1658 року. Центр сотні — місто Короп.

## Історія
Місто Короп не визнало протекторат московського князя над Україною (1654), відмовившись складати односторонню присягу іноземному володарю. За Гетьмана Іоанна Самойловича міське населення Коропської сотні де-факто визнало владу московського князя. 
1672 року до складу Коропської сотні увійшла територія всієї Рождественської сотні Ніжинського полку, яка була скасована. Відповідно з цього ж року до Коропської сотні належали села Рождественське, Карильське, Краснопілля. Певний час до сотні належали села Бужанка, Шабалинове, Нехаївка.

## Спеціалізація
Коропська сотня до 1718 року була базовим арсеналом військової артилерії Гетьманщини. При чому усі податки сільського та козацького населення Коропської сотні спрямовувалися саме на утримання цього арсеналу. 
Також у сотенному місті відбувалися неформальні зустрічі Гетьмана України Іоанна Мазепи із представниками Генеральної Старшини, оскільки так звані «засеймські сотні» (Новомлинська, Кролевецька, Ямпільська, Воронізька) виконували функції гвардійських. 
Після поразки у війні з Московією 1708-1709, Коропська сотня занепадає, оскільки російські окупаційні війська вдалися до її повної демілітаризації - артилерійська база Гетьманщини була повністю знищена. 

## Сотники
- Ничипір Ковалевський (? - серпень 1658 - ?);
- Гордій Черв'яченко (? - 1659-1660);
- Іван Белиловець (Білилович) (1661 - грудень 1668);
- Федір Якович Химич (лютий 1669 - 1670);
- Матвій Мартинович (1666, ? - 1672 - ?);
- Нестор Михайлович (? - 7 березня 1673 - ?);
- Семен Іванович (? - червень 1673 - 12 липня 1675 - ?, 1677 - 1678);
- Іван Кичкаровський, наказний сотник (березень 1678);
- Тихон Довгеля (Довгаль) (? - 27  липня 1681 - січень 1686 - ?);
- Іван Дем'янович Кононович (1695 - 1699, 1713);
- Федір Соломка (1705);
- Кіндрат Безносий (1708);
- Іван Логвиненко (1710 - 1711);
- Іван Федорович Пороховський (Порохонський) (1713 - 1725);
- Пилип Трохимович Химич (1725, нак.);
- Тихон Лихошерст (1727);
- Григорій Трохимович Химич (1728 - 1736);
- Вакула Соломка (1732, 1734, нак.);
- Іван Михайлович Забіла (1740 - 1760);
- Микита Сидорський (1770 - 1782).